# National Gallery Complex
Se le llama Complejo de la Galería Nacional (National Gallery Complex) al conjunto de tres edificios que integran galerías de arte entre la calle Princes Street, los jardines de Princes Street y The Mound en la ciudad de Edimburgo, Escocia.
Lo forman:
- El Edificio de la Real Academia Escocesa (Royal Scottish Academy Building), dedicado a albergar exposiciones temporales y que además es sede de la Royal Scottish Academy. Es uno de los principales museos con exposiciones temporales de Europa.
- La Galería Nacional de Escocia (National Gallery of Scotland), donde está la colección permanente del complejo y que corresponde a la más prestigiosa y completa que hay en Escocia.
- El Enlace Weston (Weston Link), que se encuentra un nivel por debajo de ambos edificios anteriores y que sirve como conexión de estos. En él se encuentra una recepción, información, tienda de los museos, cafetería y centro de aprendizaje.

- Datos: Q6038684